# ザ・トロフィーズ
ザ・トロフィーズは、日本の5人組ロックバンド。2006年4月結成。メンバーは第2期No! Galersのメンバーが主体。

## メンバー
ヒルマ弘(Vo&G)
第2期No!Galersから参加。作詞を担当。
松尾バンナ(G&Cho)
第1期、第2期とNo!Galersに参加。
スミヨシアタル(B&Cho)
第2期No!Galersに参加。作曲を担当。
木村建(Gt&Cho)
2016年アルバム「6」から参加。No!Galersには結成時から参加。
川畑大城(Dr)

## 作品

### アルバム
1. 日本代表（2008年4月）
2. ザ・トロフィーズ 2（2009年5月）
3. ACTRESS（2010年）
4. 2011（2011年）
5. OUTSIDER'S LIFE
6. ６（2016年）